# زارادوكاس جيانيس
زارادوكاس جيانيس (باليونانية: Γιάννης Ζαραδούκας)‏ (12 ديسمبر 1985 بأثينا في اليونان - ) هو لاعب كرة قدم يوناني في مركز الدفاع. شارك مع منتخب اليونان لكرة القدم. أما مع النوادي، فقد لعب مع أريس تسالونيكي وأوليمبياكوس فولو وإثنيكوس وباس جيانينا وباناثينايكوس وسكودا زانثي ونادي أستيراس تريبوليس ونادي أولمبياكوس ونادي بلاتانياس ونادي بانسيريكوس.

## وصلات خارجية
- زارادوكاس جيانيس على موقع الاتحاد الأوربي (الإنجليزية)
- زارادوكاس جيانيس على موقع قاعدة بيانات كرة القدم.إي يو (الإنجليزية)
- زارادوكاس جيانيس على موقع ناشيونال فوتبول تيمز (الإنجليزية)
- زارادوكاس جيانيس على موقع Soccerway.com (الإنجليزية)
- زارادوكاس جيانيس على موقع AS.com (الإسبانية)